# 리 고종
리 고종(베트남어: Lý Cao Tông / 李高宗,1173년 7월 6일(음력 5월 25일) ~ 1210년 11월 15일(음력 10월 27일))은 베트남 대월국의 리 왕조의 제7대 황제(재위：1175년 ~ 1210년)이다. 제6대 황제 영종(英宗)의 여섯번째 아들이며, 휘는 리롱깐((베트남어: Lý Long Cán / 李龍𣉙 이용간)이다. 절일은 건흥절(乾興節)이다.

## 생애
1175년 영종(英宗)이 죽자 뒤를 이어서 즉위하였다. 리 왕조는 고종이 즉위한 이전에도 리 왕조가 벌써부터 쇠퇴의 조짐이 있었지만, 무능한 군주인 고종은 백성들에게 많은 세금과 부역을 강요하였고, 백성들을 한층 더 괴롭게 하였고, 백성들은 고종에게 등을 돌려서 민심을 완전히 잃었다. 거기에 설상가상으로 고종의 재위 기간에는 천재지변이 잇따라 일어나고, 천재지변으로 인해서 농민들이 반란을 일으키는 사태가 허다했다. 1209년에는 수도 탕롱에서 내란이 일어났고, 고종은 잠시 동안에 수도 탕롱에서 쫓겨나고, 타지에서 잠시 생활하였다.
그리고 어리석고 무능력한 군주인 고종이 재위를 오래한 것이 리 왕조의 쇠퇴와 멸망을 가속시킨 원인이었다.

## 존호, 묘호, 시호
존호는 응건어극굉문헌무영서조부창도지인애민리물예모신지화감정순부혜시자수유건미공전업성용견신거성명광효황제(베트남어: Ứng Can Ngự Cực Hoành Văn Hiến Vũ Linh Thụy Chiếu Phù Chương Đạo Chí Nhân Ái Dân Lí Vật Duệ Mưu Thần Trí Hóa Cảm Chánh Thuần Phu Huệ Kì Từ Tuy Du Kiến Mĩ Công Toàn Nghiệp Thịnh Long Kiến Thần Cư Thánh Minh Quang Hiếu Hoàng Đế / 應乾御極宏文憲武靈瑞照符彰道至仁愛民理物睿謀神智化感政醇敷惠示慈綏猷建美功全業盛龍見神居聖明光孝皇帝)이다.
묘호는 고종(베트남어: Lý Cao Tông / 李高宗)이다.

## 가족 관계
- 부황 : 영종
- 모후 : 영도황후 두단주(靈道皇后 杜瑞珠)

- 부인 : 안전왕후 담씨(安全皇后 譚氏)
  - 아들 : 혜종
    - 손녀 : 소황제

  - 아들 : 이침(Lý Thầm, 李忱)

## 기년
| 고종        | 원년                          | 2년        | 3년        | 4년        | 5년        | 6년        | 7년                           | 8년        | 9년        | 10년                         |
| ----------- | ----------------------------- | ---------- | ---------- | ---------- | ---------- | ---------- | ----------------------------- | ---------- | ---------- | ---------------------------- |
| 서력 (西曆) | 1176년                        | 1177년     | 1178년     | 1179년     | 1180년     | 1181년     | 1182년                        | 1183년     | 1184년     | 1185년                       |
| 간지 (干支) | 병신(丙申)                    | 정유(丁酉) | 무술(戊戌) | 기해(己亥) | 경자(庚子) | 신축(辛丑) | 임진(壬寅)                    | 계묘(癸卯) | 갑진(甲辰) | 을사(乙巳)                   |
| 연호 (年號) | 정부(貞符) 원년               | 2년        | 3년        | 4년        | 5년        | 6년        | 7년                           | 8년        | 9년        | 10년                         |
| 고종        | 11년                          | 12년       | 13년       | 14년       | 15년       | 16년       | 17년                          | 18년       | 19년       | 20년                         |
| 서력 (西曆) | 1186년                        | 1187년     | 1188년     | 1189년     | 1190년     | 1191년     | 1192년                        | 1193년     | 1194년     | 1195년                       |
| 간지 (干支) | 병오(丙午)                    | 정미(丁未) | 무신(戊申) | 기유(己酉) | 경술(庚戌) | 신해(辛亥) | 임자(壬子)                    | 계축(癸丑) | 갑인(甲寅) | 을묘(乙卯)                   |
| 연호 (年號) | 11년 천자가서 (天資嘉瑞) 원년 | 2년        | 3년        | 4년        | 5년        | 6년        | 7년                           | 8년        | 9년        | 10년                         |
| 고종        | 21년                          | 22년       | 23년       | 24년       | 25년       | 26년       | 27년                          | 28년       | 29년       | 30년                         |
| 서력 (西曆) | 1196년                        | 1197년     | 1198년     | 1199년     | 1200년     | 1201년     | 1202년                        | 1203년     | 1204년     | 1205년                       |
| 간지 (干支) | 병진(丙辰)                    | 정사(丁巳) | 무오(戊午) | 기미(己未) | 갑신(庚申) | 신유(辛酉) | 임술(壬戌)                    | 계해(癸亥) | 갑자(甲子) | 을축(乙丑)                   |
| 연호 (年號) | 11년                          | 12년       | 13년       | 14년       | 15년       | 16년       | 17년 천가보우 (天嘉寶祐) 원년 | 2년        | 3년        | 4년 치평용응 (治平龍應) 원년 |
| 고종        | 31년                          | 32년       | 33년       | 34년       | 35년       |            |                               |            |            |                              |
| 서력 (西曆) | 1206년                        | 1207년     | 1208년     | 1209년     | 1210년     |            |                               |            |            |                              |
| 간지 (干支) | 병인(丙寅)                    | 정묘(丁卯) | 무진(戊辰) | 기사(己巳) | 경오(庚午) |            |                               |            |            |                              |
| 연호 (年號) | 2년                           | 3년        | 4년        | 5년        | 6년        |            |                               |            |            |                              |